# Lophothericles flavifrons
Lophothericles flavifrons är en insektsart som beskrevs av Marius Descamps 1977. Lophothericles flavifrons ingår i släktet Lophothericles och familjen Thericleidae. Inga underarter finns listade i Catalogue of Life.